# Balyana maritima
Balyana maritima es un coleóptero de la familia Chrysomelidae.
Fue descrita científicamente por primera vez en 1987 por Berti.